# Emmanuel Chatue
Emmanuel Chatue, né en 1965 à Bandjoun au Cameroun, est le fondateur et le dirigeant de Canal 2 International et de Sweet FM. C'est un homme d'affaires et un homme politique a été nommé sénateur par  le Président Paul Biya.
,,,,,,,,,,,.